# Джош Тейлор — Теофімо Лопес
Бій Джош Тейлор — Теофімо Лопес (англ. Josh Taylor vs Teófimo López), з назвою Перетнути межу (англ. Cross The Divide) — професійний боксерський поєдинок між чемпіоном WBO у першій напівсередній вазі Джошом Тейлором і колишнім абсолютним чемпіоном у легкій вазі Теофімо Лопесом. Бій відбувся 10 червня 2023 року на Медісон-сквер гарден у Нью-Йорку (штат Нью-Йорк). Теофімо Лопес здобув перемогу одностайним рішенням суддів.

## Передумови
Золотий призер Ігор Співдружності 2014, Тейлор став професіоналом у 2015 році та здобув популярність завдяки участі у Всесвітній боксерській суперсерії в напівлегкій вазі в 2018 році. «Тартан Торнадо» здолав Раяна Мартіна у чвертьфіналі, Івана Баранчика у півфіналі за титул IBF та Реджиса Прогрейса у фіналі за титули WBA та The Ring.
Здолавши Хосе Карлоса Раміреса у поєдинку за пояси WBC та WBO, Тейлор переміг Джека Каттеролла розділеним рішенням. Реванш, якого прагнули як фанати боксу, так і Каттеролл, так і не відбувся.
Теофімо Лопес зарекомендував себе як елітний боксер, здолавши Річарда Коммі у 2019 році за титул IBF у легкій вазі та Василя Ломаченка у 2020 році за пояси WBA, WBO та The Ring. Згодом Лопес втратив всі пояси, зазнавши поразки від Джорджа Камбососа-молодшого у 2021 році. Після цього американський боксер перейшов до першої напівсередньої вагової категорії, де здобув 2 перемоги поспіль.

## Суддівські записки
| Суддя           | Боксер        | 1  | 2  | 3  | 4  | 5  | 6  | 7  | 8  | 9  | 10 | 11 | 12 | Загалом |
| --------------- | ------------- | -- | -- | -- | -- | -- | -- | -- | -- | -- | -- | -- | -- | ------- |
| Джозеф Паскуале | Джош Тейлор   | 10 | 10 | 10 | 9  | 9  | 10 | 9  | 9  | 9  | 10 | 9  | 9  | 113     |
| Джозеф Паскуале | Теофімо Лопес | 9  | 9  | 9  | 10 | 10 | 9  | 10 | 10 | 10 | 9  | 10 | 10 | 115     |
|                 |               |    |    |    |    |    |    |    |    |    |    |    |    |         |
| Стів Грей       | Джош Тейлор   | 10 | 10 | 10 | 9  | 9  | 9  | 10 | 9  | 9  | 10 | 9  | 9  | 113     |
| Стів Грей       | Теофімо Лопес | 9  | 9  | 9  | 10 | 10 | 10 | 9  | 10 | 10 | 9  | 10 | 10 | 115     |
|                 |               |    |    |    |    |    |    |    |    |    |    |    |    |         |
| Бенуа Руссель   | Джош Тейлор   | 10 | 9  | 9  | 9  | 9  | 9  | 10 | 9  | 9  | 10 | 9  | 9  | 111     |
| Бенуа Руссель   | Теофімо Лопес | 9  | 10 | 10 | 10 | 10 | 10 | 9  | 10 | 10 | 9  | 10 | 10 | 117     |
| Джерело:        |               |    |    |    |    |    |    |    |    |    |    |    |    |         |